# Sericeomyces
Sericeomyces is een geslacht van schimmels behorend tot de familie Agaricaceae. 

## Soorten
Volgens Index Fungorum telt het geslacht drie soorten (peildatum november 2021):
| Soortnaam                   | Auteur(s) | Publicatiejaar |
| --------------------------- | --------- | -------------- |
| Sericeomyces cylindrosporus | Contu     | 1991           |
| Sericeomyces singeri        | Bon       | 1993           |
| Sericeomyces violaceus      | Heinem.   | 1978           |